# Rhizaxinella biseta
Rhizaxinella biseta är en svampdjursart som beskrevs av Topsent 1904. Rhizaxinella biseta ingår i släktet Rhizaxinella och familjen Suberitidae. Inga underarter finns listade i Catalogue of Life.